# Женуйе (Приморская Шаранта)
Женуйе́ (фр. Genouillé) — коммуна во Франции, находится в регионе Пуату — Шаранта. Департамент коммуны — Шаранта Приморская. Входит в состав кантона Тонне-Шарант. Округ коммуны — Рошфор.
Код INSEE коммуны — 17174.

## Население
Население коммуны на 2010 год составляло 789 человек.
| 1962 | 1968 | 1975 | 1982 | 1990 | 1999 | 2010 |
| ---- | ---- | ---- | ---- | ---- | ---- | ---- |
| 706  | 679  | 540  | 534  | 533  | 644  | 789  |